# Nicholas Michael Katz
Nicholas Michael Katz (né le 7 décembre 1943 à Baltimore) est un mathématicien américain, spécialisé dans les domaines : géométrie algébrique, théorie des nombres (nombres p-adiques), espaces de modules et monodromie. Il est surtout connu pour avoir contribué à la découverte de la démonstration du dernier théorème de Fermat. Il est actuellement professeur au département de mathématiques de l'université de Princeton, New Jersey.

## Biographie
Nick Katz est diplômé de l'université Johns-Hopkins (BA 1964) et de l'université de Princeton, où il passe sa maîtrise de mathématiques en 1965, et obtient, en 1966, son doctorat sous la direction de Bernard Dwork avec une thèse intitulée « Sur les équations différentielles satisfaites par les matrices périodiques ». Puis il est instructeur à Princeton, professeur assistant en 1968, professeur associé en 1971, professeur en 1974.
En 1968/1969, il est chercheur postdoctoral de l’OTAN ; en 1971/1972 Sloan Fellow, et en 1975/1976 et 1987/1988 boursier Guggenheim. En 1978, il a été conférencier invité au Congrès international des mathématiciens, en 1978 à Helsinki (p-adic L functions, Serre-Tate local moduli and ratios of solutions of differential equations) et en 1970 à Nice (The regularity theorem in algebraic geometry).
Alors qu’Andrew Wiles développait dans le secret sa démonstration du dernier théorème de Fermat, il eut besoin de se confier à un mathématicien qui soit à la fois un expert dans les techniques géométriques qu’il utilisait, et surtout très discret : c’est à Nick Katz qu’il fit appel. Katz fit aussi partie de l'équipe de spécialistes chargés d'évaluer le manuscrit de Wiles. Le mathématicien et cryptographe Neal Koblitz a été l'un de ses élèves.
Depuis 2003, il est membre de l'Académie américaine des arts et des sciences, et depuis 2004 membre de la National Academy of Sciences. En 2003, il a reçu avec Peter Sarnak le prix Levi L. Conant de l'American Mathematical Society (AMS) pour Zeroes of Zeta Functions and Symmetry, paru dans le Bulletin de l'AMS. Depuis 2004, il fait partie du comité de rédaction de la revue Annals of Mathematics.
De 2002 à 2005, Nick Katz a présidé l'université de Princeton. Il a été chercheur invité à l'université du Minnesota, l'université de Kyoto, Paris VI, Orsay, l'Institute for Advanced Study et l’Institut des hautes études scientifiques. En France, il a adapté les méthodes de la géométrie algébrique et de la théorie des catégories aux formes modulaires. Par des méthodes de géométrique algébrique il a aussi étudié diverses sommes exponentielles et étudié les sommes de Gauss.
Katz a démontré en 1981, avec Serge Lang le Katz–Lang finiteness theorem (en).
En 2023 il reçoit le prix Leroy P. Steele pour l' « ensemble d'une carrière ».